# نظریه مدرنیزاسیون
نظریه مدرنیزاسیون (به انگلیسی:Modernization theory) برای توضیح فرایند مدرنیزاسیون در جوامع استفاده می‌شود. نظریه‌های «کلاسیک» مدرنیزاسیون دهه‌های ۱۹۵۰ و ۱۹۶۰ میلادی از تحلیل‌های جامعه‌شناختی کارل مارکس، امیل دورکیم و خوانش جزئی ماکس وبر استفاده کردند و به شدت تحت تأثیر نوشته‌های تالکوت پارسونز، جامعه‌شناس هارواردی قرار گرفتند. نظریه مدرنیزاسیون یک پارادایم مسلط در علوم اجتماعی در دهه‌های ۱۹۵۰ و ۱۹۶۰ میلادی بود و سپس نزول یافت. پس از سال ۱۹۹۱ میلادی، فرانسیس فوکویاما در مورد پایان جنگ سرد به عنوان تأییدی بر نظریه مدرنیزاسیون نوشت و نظریه مدرنیزاسیون دوباره بر سر زبان‌ها افتاد. نظریه مدرنیزاسیون همچنان یک مدل بحث‌برانگیز است.
مدرنیزاسیون به مدلی از گذار پیشرونده از جامعه «پیش مدرن» یا «سنتی» به جامعه «مدرن» اشاره دارد. نظریه مدرنیزاسیون نشان می‌دهد که جوامع سنتی با اتخاذ شیوه‌های مدرن تر توسعه خواهند یافت. طرفداران نظریه مدرنیزاسیون ادعا می‌کنند که دولت‌های مدرن ثروتمندتر و قدرتمندتر هستند و شهروندان آن‌ها برای برخورداری از استانداردهای زندگی آزادتر هستند.. پیشرفت‌هایی مانند فناوری داده‌های جدید و نیاز به به روز رسانی روش‌های سنتی در حمل و نقل، ارتباطات و تولید، مدرنیزاسیون را ضروری یا حداقل بر وضعیت موجود ترجیح می‌دهد. این دیدگاه، نقد را دشوار می‌کند، زیرا به این معناست که چنین تحولاتی محدودیت‌های تعامل انسانی را کنترل می‌کند و نه برعکس. و با این حال، ظاهراً متناقض، همچنین به این معناست که عامل انسانی سرعت و شدت مدرن‌سازی را کنترل می‌کند؛ فرضاً، جوامعی که تحت سیطره سنت قرار می‌گیرند، معمولاً به اشکالی از حکومت می‌رسند که توسط اصول انتزاعی دیکته می‌شود. طبق این نظریه اعتقادات مذهبی سنتی و ویژگی‌های فرهنگی معمولاً با فراگیر شدن مدرنیزاسیون اهمیت کمتری پیدا می‌کنند.
این نظریه به عوامل داخلی یک کشور نگاه می‌کند در حالی که فرض می‌کند با کمک و یاری می‌توان کشورهای «سنتی» را به همان روشی که کشورهای توسعه یافته تر به توسعه رسیده‌اند نیز توسعه یابند. نظریه مدرنیزاسیون هم سعی در شناسایی متغیرهای اجتماعی دارد که به پیشرفت و توسعه اجتماعی جوامع کمک می‌کنند و هم به دنبال تبیین روند تکامل اجتماعی است. نویسندگانی مانند دانیل لرنر به صراحت مدرنیزاسیون را با غرب‌گرایی یکی می‌دانند.
امروزه مفهوم مدرنیزاسیون به سه معنی مختلف درک می‌شود: ۱) توسعه داخلی اروپای غربی و آمریکای شمالی مربوط به عصر جدید اروپا. ۲) به عنوان فرآیندی که طی آن کشورهایی که جزو کشورهای گروه اول نیستند، هدفشان عقب نزدیک شدن به کشورهای گروه اول است. ۳) به عنوان فرآیندهای توسعه تکاملی مدرن‌ترین جوامع (اروپا غربی و آمریکای شمالی)، یعنی مدرنیزاسیون به عنوان یک فرایند دائمی که از طریق اصلاحات و نوآوری امروزه به معنای گذار به یک جامعه فراصنعتی است. مورخان مدرنیزاسیون را به فرآیندهای شهرنشینی و صنعتی‌سازی و گسترش آموزش مرتبط می‌دانند. همان‌طور که کندال (۲۰۰۷) اشاره می‌کند، «شهرنشینی با مدرنیزاسیون و روند سریع صنعتی شدن همراه بود.» در نظریه انتقادی جامعه‌شناسی، مدرنیزاسیون با فرآیندی فراگیر از عقلانیت مرتبط است. هنگامی که مدرنیزاسیون در یک جامعه افزایش می‌یابد، فرد اهمیت فزاینده ای پیدا می‌کند و در نهایت جایگزین خانواده یا جامعه به عنوان واحد اساسی جامعه می‌شود. نظریه مدرنیزاسیون همچنین موضوعی است که در کلاس‌های سنتی تاریخ جهانی تدریس می‌شود.
نظریه مدرنیزاسیون در معرض نقدهایی است که ریشه آنها را می‌توان در میان ایدئولوژی‌های سوسیالیستی و بازار آزاد، نظریه‌پردازان نظام‌های جهانی، نظریه‌پردازان جهانی‌سازی و نظریه‌پردازان وابستگی و … یافت. نظریه مدرنیزاسیون نه تنها بر فرایند تغییر بلکه بر پاسخ به آن تغییر نیز تأکید دارد. همچنین ضمن اشاره به ساختارهای اجتماعی و فرهنگی و انطباق فناوری‌های جدید، به پویایی‌های داخلی نیز می‌پردازد.

## ایران
فرآیند نوسازی در ایران به چهار دوره تقسیم می‌شود: دوره اول، نوسازی در دوره قاجار؛ دوره دوم، نوسازی در دوره مشروطه؛ دوره سوم، نوسازی در دوره پهلوی و دوره چهارم، نوسازی در دوره جمهوری اسلامی. پیشگامان نوسازی در ایران عباس میرزا، قائم مقام فراهانی و امیرکبیر بودند. آن‌ها اقداماتی برای اصلاح و نوسازی ایران انجام دادند. در واقع، نوسازی ایران توسط عباس میرزا از طریق نوسازی نظامی آغاز شد. مرحله دوم نوسازی در ایران توسط قائم مقام فراهانی انجام شد که تلاش کرد عناصر نوسازی را وارد بوروکراسی کند. سومین گام نوسازی در ایران توسط امیرکبیر، صدراعظم شاه، برداشته شد. پس از تأسیس سلسله پهلوی، برنامه نوسازی توسط رضا شاه و پسرش محمدرضا ادامه یافت. پس از پیروزی انقلاب اسلامی سال ۱۳۵۷، نوسازی متوقف نشد و تا کنون ادامه داشته است.